# Kurt Roßner
Kurt Roßner (auch: Rossner; * 15. Mai 1916 in Chemnitz; † 29. November 1984) war ein deutscher Politiker (SED). Er war Oberbürgermeister der Stadt Halle (Saale).

## Leben
Roßner wurde als Sohn einer Arbeiterfamilie geboren. Er besuchte die Volks- und Berufsschule und absolvierte eine Lehre zum Maler. Er arbeitete in diesem Beruf und als Polsterer und Dekorateur. 1926 trat er dem Jung-Spartakus-Bund, 1930 dem Kommunistischen Jugendverband Deutschlands bei. Nach der „Machtergreifung“ der Nationalsozialisten beteiligte sich Roßner am kommunistischen Widerstand gegen das NS-Regime. 1938 wurde er zum Reichsarbeitsdienst, später zur Wehrmacht eingezogen. 
Nach Kriegsende 1945 trat er der Kommunistischen Partei Deutschlands bei und wurde Mitarbeiter der KPD-Kreisleitung Chemnitz. 1946 wurde er Mitglied der Sozialistischen Einheitspartei Deutschlands. Roßner war 1945/46 zunächst Kriminalangestellter, dann von 1946 bis 1948 Kriminalrat (Major) in der Deutschen Verwaltung des Innern (DVdI). Von 1948 bis 1949 war er bei der Landesbehörde der Deutschen Volkspolizei in Mecklenburg angestellt, zuletzt als Inspekteur (Oberst) der Kriminalpolizei. Von 1949 bis 1951 war er Abteilungsleiter in der Landesregierung Mecklenburg in Schwerin.
Von 1951 bis 1955 fungierte Roßner als Oberbürgermeister der Stadt Halle. Zwischen 1955 und 1958 absolvierte er ein Studium der Gesellschaftswissenschaften an der Parteihochschule des ZK der KPdSU in Moskau und war anschließend von 1958 bis 1961 stellvertretender Vorsitzender des Rates des Bezirkes Halle. Er war zudem Abgeordneter des Bezirkstages Halle. Von 1963 bis 1965 war Roßner Vorsitzender des Rates des Kreises Saalkreis.